# Насіф Морріс
Могаммат Насіф Морріс (англ. Mogammat Nasief Morris; нар. 16 квітня 1981, Кейптаун, ПАР) — південноафриканський футболіст, центральний захисник. У 2001 році залишив батьківщину й переїхав до Європи, де грав здебільшого в Греції, але також перебував в Іспанії та на Кіпрі. З 2004 по 2009 рік провів 37 поєдинків у футболці національної збірної Південно-Африканської Республіки.

## Клубна кар'єра

### Греція
Народився в Кейптауні. Дорослу футбольну кар'єру розпочав у «Сантосі» з рідного міста у 16-річному віці. У червні 2001 року за 350 000 євро перейшов до грецького «Аріса». У своєму другому сезоні в Суперлізі провів 27 матчі (два голи), а клуб фінішував на шостому місці й кваліфікувався до Кубку УЄФА.
Два роки по тому приєднався до іншого грецького клубу, «Панатінаїкос». У Лізі чемпіонів УЄФА дебютував 1 жовтня 2003 року в нічийному (1:1) домашньому поєдинку проти «Рейнджерс». Протягом свого п'ятирічного перебування в команді кожного сезону щонайменше кожного сезону в 21 матчі чемпіонату, а його команда виграла дубль у сезоні 2003/04 років, окрім цього провів 14 матчів у Лізі чемпіонів та 18 матчів у кубку УЄФА.

### Іспанія
На початку сезону 2008/09 років відданий в оренду «Рекреатіво», при цьому іспанський клуб мав право викупу південноафриканця за 1,5 мільйони євро. У Ла-Лізі дебютував 31 серпня 2008 року, відіграв всі 90 хвилин у переможному (1:0) виїзному дербі проти «Реал Бетіса».
Морріс пропустив лише один матч чемпіонату за андалузців, відзначився голом 3 травня 2009 року у переможному (2:1) поєдинку проти «Осасуни» на останній хвилині, але Рекре зрештою понизився в класі. 15 червня 2009 року перейшов в оренду до іншого іспанського клубу вищого дивізіону, «Расінга» (Сантандер). На офіційному рівні дебютував за «Расінг» 12 вересня 2009 року в поєдинку проти мадридського «Атлетіко» на стадіоні Вісенте Кальдерон. Першим голом за «Расінг» відзначився 19 вересня 2009 року в матчі проти «Малаги» на Ла-Росаледі.
Насіф став основним гравцем у перших матчах кантабрійців, але зрештою став лише третім або четвертим стоппером – 11 матчів у перших 15-ти турах, й лише один у наступних 23-х турах. 5 травня 2010 року його було вилучено з поля в програному (1:5) домашньому матчі проти «Севільї».

### Завершення кар'єри
У липні 2010 року, після того, як стало відомо, що «Панатінаїкос» не продовжить контракт з гравцем, Морріс уклав договір з кіпрським «Аполлоноом» (Лімасол). Проте вже наступного сезону залишив кіпрський клуб й повернувся на батьківщину, де став гравцем «Суперспорт Юнайтед».

## Кар'єра в збірній
У футболці національної збірної Південно-Африканської Республіки дебютував 2004 року. У тому ж році ФІФА тимчасово відсторонила Морріса від усіх змагань після спроби напасти на арбітра 21 лютого в програному 1:2 поєдинку проти Замбії.
Насіфа викликали до складу «Бафани Бафани», яка брала участь у Кубку африканських націй 2008 року на груповому етапі в Гані.

## Статистика виступів

### Клубна
| Сезон   | Клуб                 | Країна  | Змагання            | Матчі | Голи |
| ------- | -------------------- | ------- | ------------------- | ----- | ---- |
| 2000/01 | «Сантос» (Кейптаун)  | ПАР     | Прем'єр-соккер ліга | ?     | ?    |
| 2001/02 | «Аріс»               | Греція  | Альфа Етнікі        | 21    | 0    |
| 2002/03 | «Аріс»               | Греція  | Альфа Етнікі        | 27    | 2    |
| 2003/04 | «Панатінаїкос»       | Греція  | Альфа Етнікі        | 23    | 0    |
| 2004/05 | «Панатінаїкос»       | Греція  | Альфа Етнікі        | 22    | 0    |
| 2005/06 | «Панатінаїкос»       | Греція  | Альфа Етнікі        | 24    | 0    |
| 2006/07 | «Панатінаїкос»       | Греція  | Альфа Етнікі        | 28    | 0    |
| 2007/08 | «Панатінаїкос»       | Греція  | Альфа Етнікі        | 21    | 0    |
| 2008/09 | «Рекреатіво»         | Іспанія | Ла-Ліга             | 37    | 1    |
| 2009/10 | «Расінг» (Сантандер) | Іспанія | Ла-Ліга             | 12    | 1    |
| 2010/11 | «Аполлон» (Лімасол)  | Кіпр    | Чемпіонат Кіпру     |       |      |

### Голи за збірну
Раїхунок та результат збірної ПАР вказано на першому місці.
| № | Дата          | Місце                   | Суперник | Рахунок | Результат | Змагання                                   |
| - | ------------- | ----------------------- | -------- | ------- | --------- | ------------------------------------------ |
| 1 | 2 червня 2007 | Кінгс Парк, Дурбан, ПАР | Чад      | 1–0     | 4–0       | кваліфікація Кубку африканських націй 2008 |